# Alessandro Barbucci
 (novembre 2018).
Alessandro Barbucci est un dessinateur de bande dessinée né à Gênes en Italie le 31 octobre 1973.

## Biographie
En 1991, à 18 ans, il dessine sa première histoire comme professionnel pour la Walt Disney Company Italia. Il participe régulièrement aux divers magazines disneyens et prend part aux principaux projets créatifs : New Characters Research (1995).
Entre 1996 à 1998, il enseigne la « tecnica del fumetto » à l'Académie Disney en Italie. En 1996, il participe au storyboard et au design de personnages de la série de dessins animés Disney Babies. En 1997, il est character designer pour le film d'animation 3D Winnie l'ourson. La même année, il reçoit le « Topolino d'oro » pour le dessin de la série qu'il a co-créée avec Diego Fasano : Donald Junior (Paperino Paperotto) (qui raconte la jeunesse de Donald) ainsi que pour sa collaboration à la revue PK (revue consacrée à une version moderne du personnage Fantomiald)[réf. souhaitée].
Entre 1997 à 2000, avec Barbara Canepa (devenue son épouse), il crée la série W.I.T.C.H., qui lui vaut un second « Topolino d'oro » en 2002 pour le dessin du premier épisode[réf. souhaitée]. Lors de la publication de WITCH en France dans Minnie Mag, seule la scénariste Elisabetta Gnone est créditée.
En 2000, toujours avec Barbara Canepa, il entreprend la saga de science-fiction Sky-Doll prévue en deux cycles de trois albums.
En 2003, il revient chez Disney Italie et lance la série Monster Allergy avec Barbara Canepa à la couleur et Katja Centomo et Francesco Artibani au scénario. Il supervise toujours le dessin de cette série ainsi que la production du dessin animé. Il reçoit le Sanglier de bronze du meilleur jeune talent du prix Albert-Uderzo[réf. souhaitée].
Barbucci est character designer de la série Lord of Burger, pour laquelle il collabore avec Christophe Arleston et Audrey Alwett. Le tome 1 Le Clos des Épices publié en 2010 chez Glénat a reçu le Prix BD Livrentête 2011.
En 2013, il entame la publication d'Ekhö monde miroir, une bande dessinée d'heroic fantasy scénarisée par Christophe Arleston.

## Publications

### Bandes dessinées
- W.I.T.C.H. avec Barbara Canepa, 2001

- Sky-Doll avec Barbara Canepa.

1. Tome 1  La ville jaune, Carlsen (maison d'édition), 2003, 48p.  (ISBN 9783551767417).
2. Tome 2 Aqua City, éditions Soleil ,  traduction Axelle Klein, 2002, 50p.   (ISBN 9782845652095).
3. Tome 3  La ville blanche, Soleil, 2011,  49p.  (ISBN 9782302019379).
4. Tome 4 Sudra, Soleil, 2014, 64p.  (ISBN 9782302037175).

- Monster Allergy avec  Katja Centomo, Francesco Artibani et Barbara Canepa, 2003

- Les sœurs Grémillet, éditions Dupuis,scénario Giovanni Di Gregorio

1. Tome 1 Le rêve de Sarah, 72p., 2020   (ISBN 9791034736973)
2. Tome 2 Les amours de Cassopiée, 2021, 72p.  (ISBN 9791034753383)
3. Tome 3 Le trésor de Lucille, 2022, 72p.  (ISBN 9791034762859)

- L'alchimiste, tome 1 : La porte du secret, Jungle, 2022,  (ISBN 9782822236607)

## Prix
- 2003 : Prix Albert-Uderzo du meilleur jeune talent ;
- 2004 : Prix Micheluzzi de la meilleure série italienne pour Monster Allergy (avec Barbara Canepa, Francesco Artibani, et Katja Centomo) ;
- 2007 :  Prix Peng ! de la meilleure bande dessinée européenne pour Monster Allergy (avec Barbara Canepa).